# Vinyldach

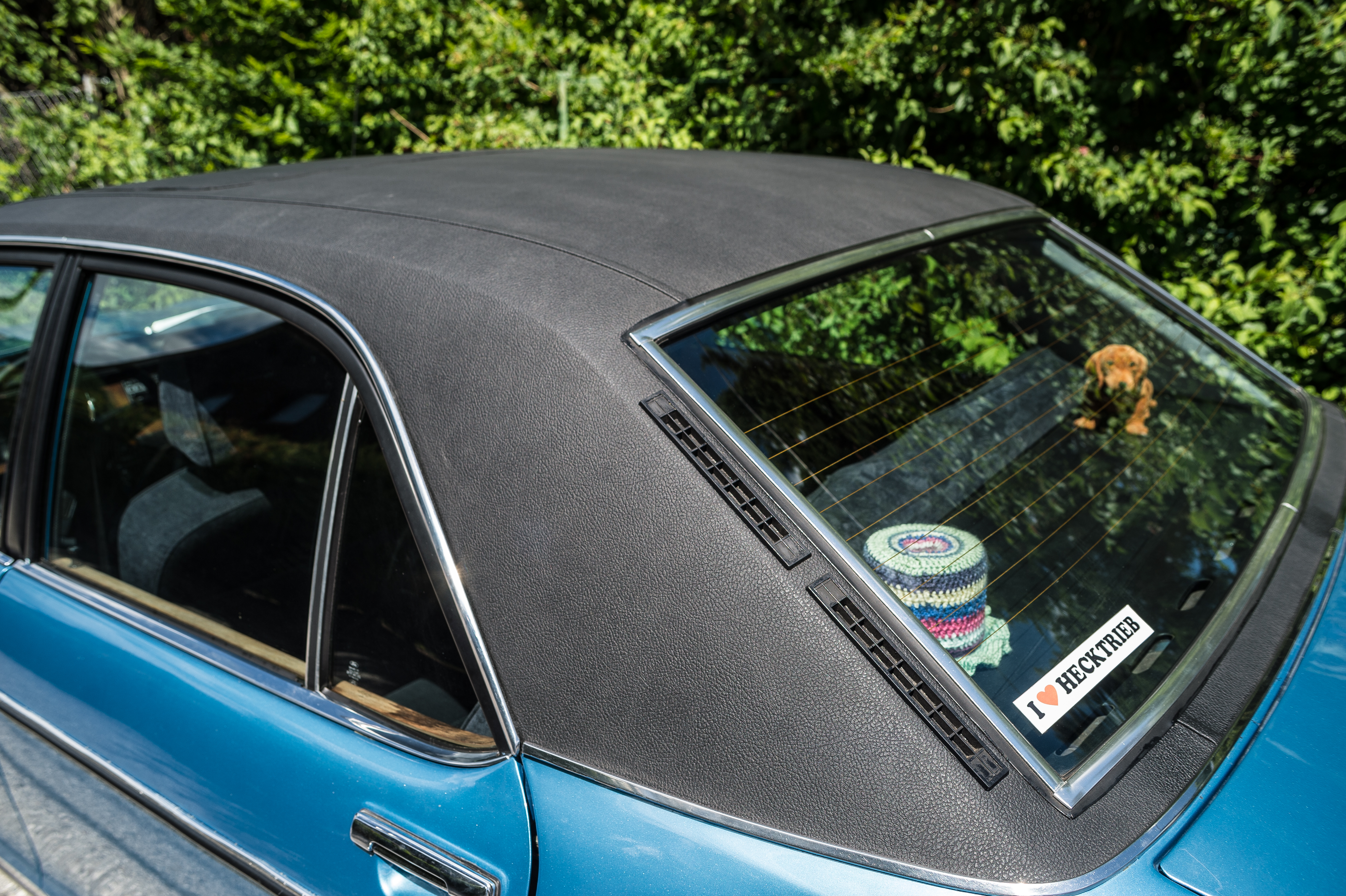
Ford Granada mit Vinyldach

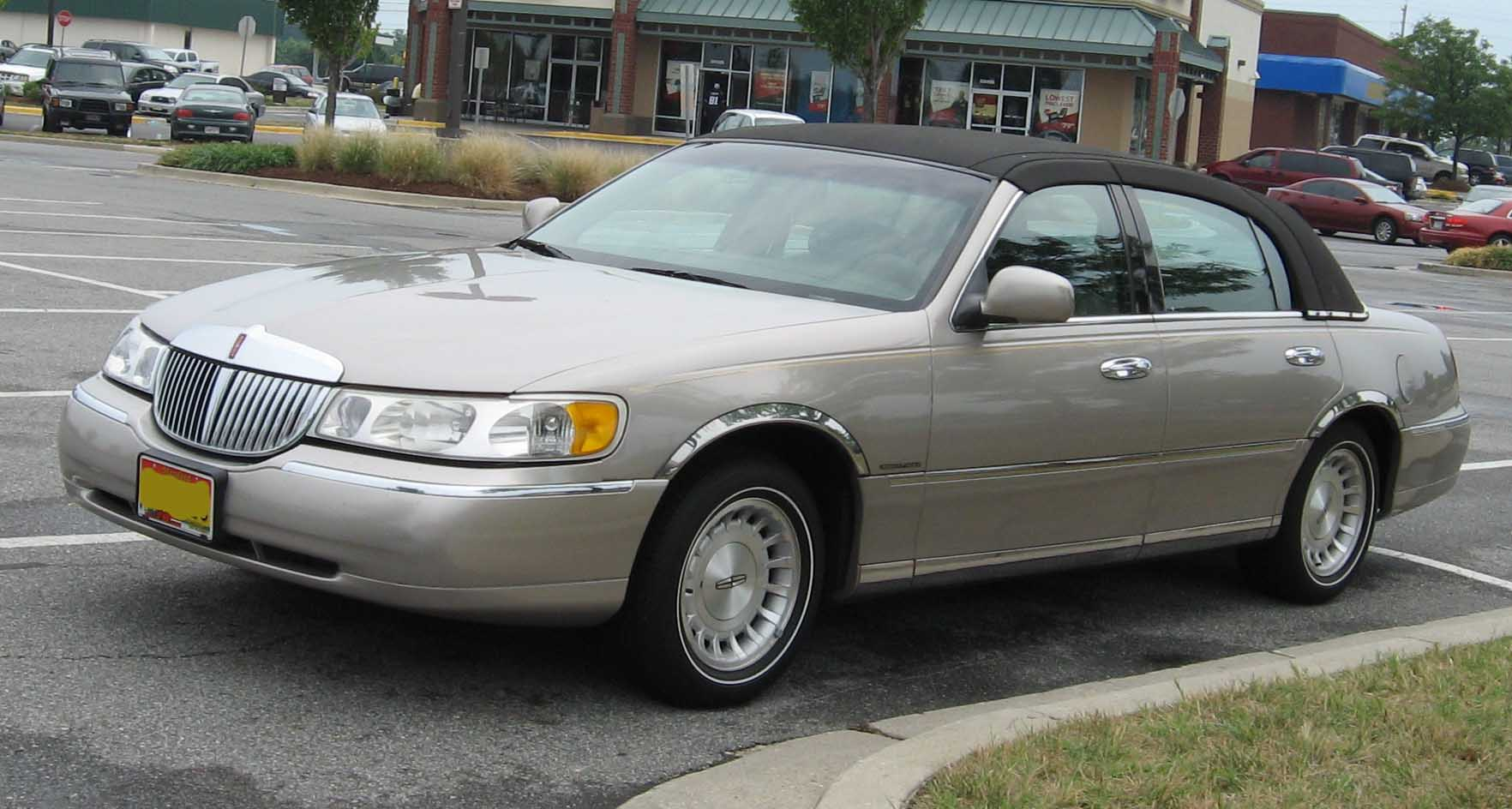
Lincoln Town Car mit Vinyldach

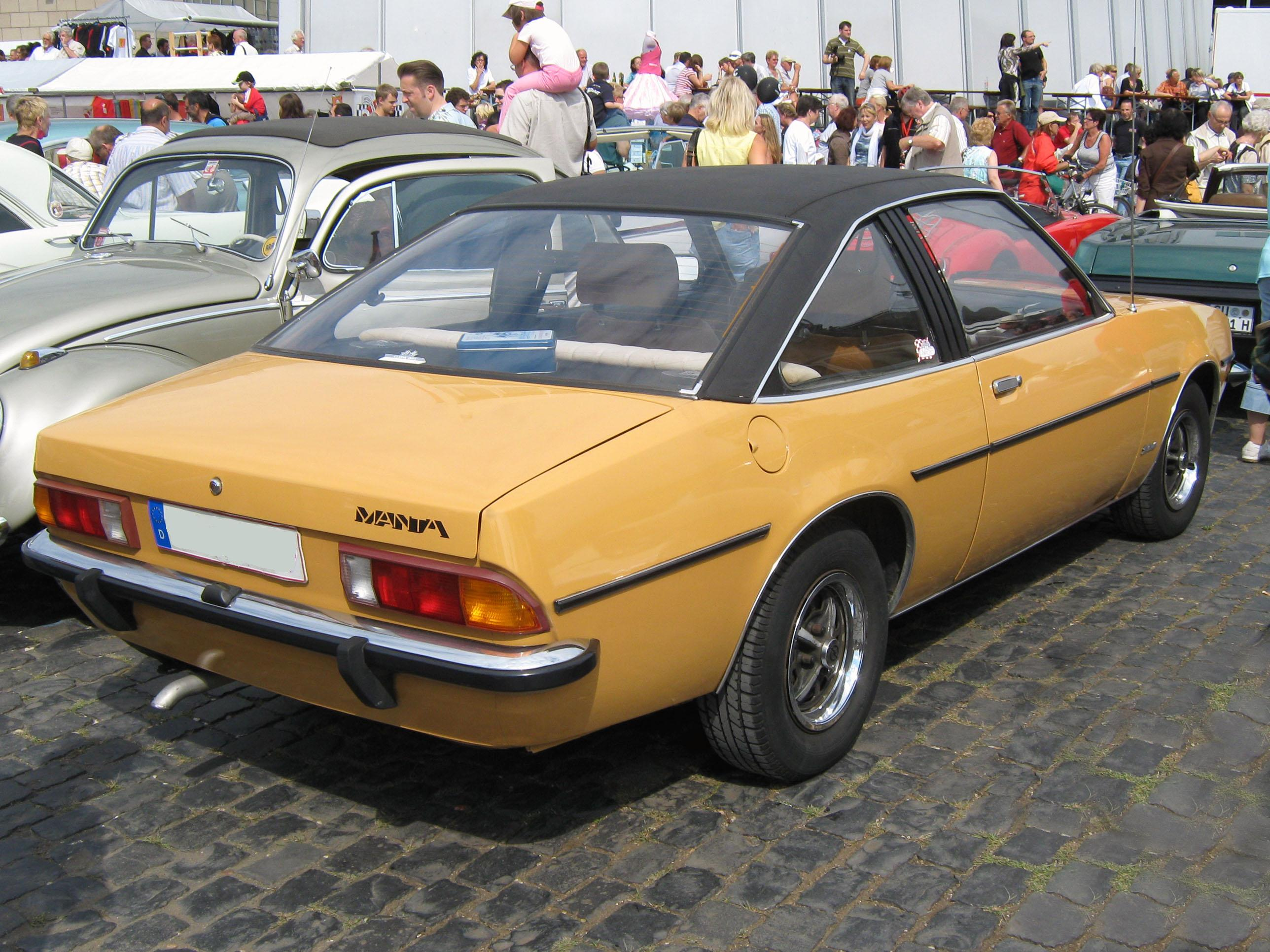
Opel Manta mit Vinyldach

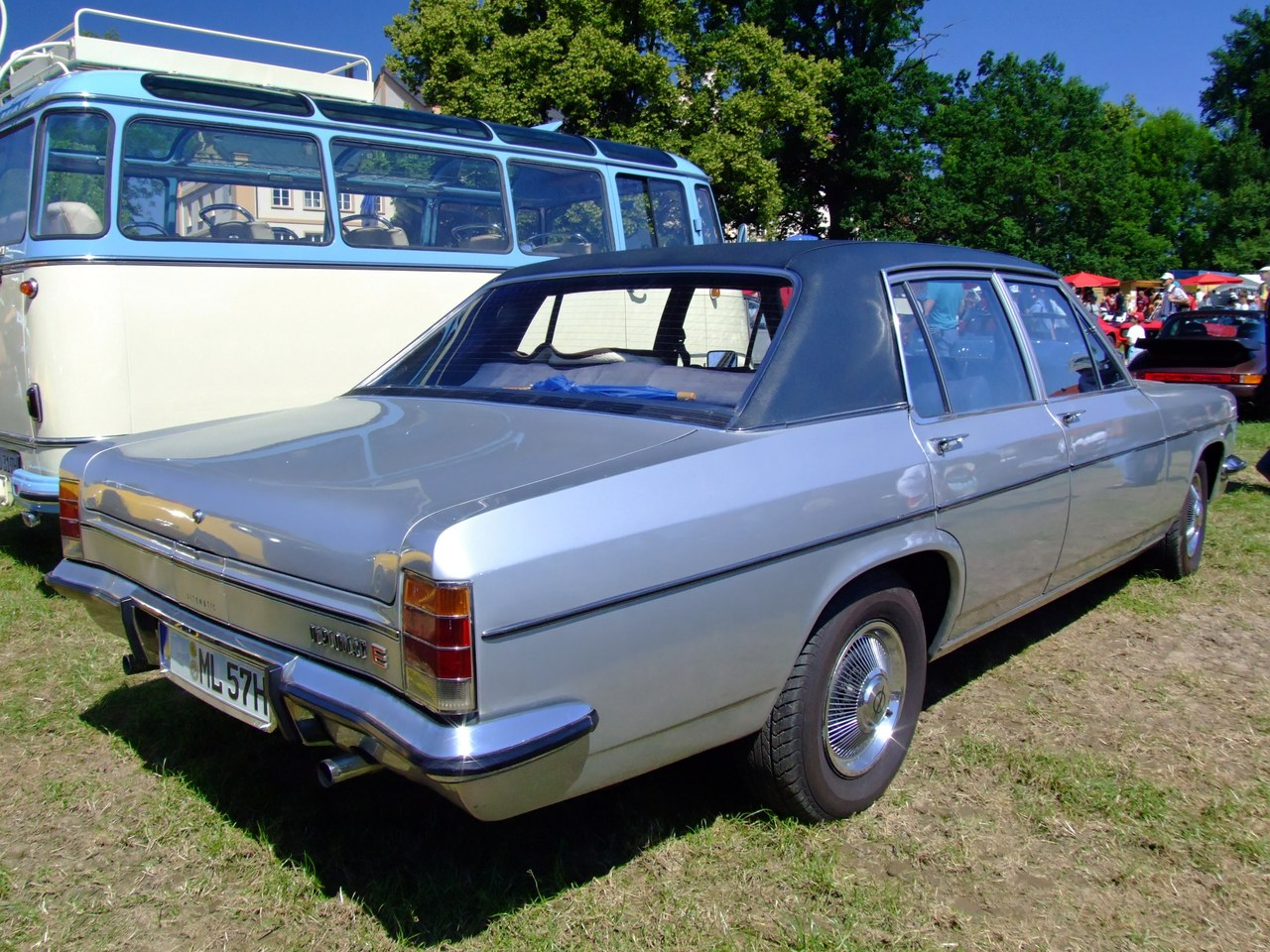
Opel Diplomat B mit Vinyldach

Das Vinyldach ist ein Designmerkmal im Automobilbau. Besonders in den 1960er und 1970er Jahren war es ein Ausstattungsmerkmal verschiedener Limousinen und Coupés. Das Vinyldach war vor allem in den USA populär und wurde auf dem deutschen Markt hauptsächlich von Ford und Opel als Wahlmöglichkeit angeboten; einzelne Modelle (wie der Opel Diplomat) hatten in bestimmten Baujahren ein Vinyldach serienmäßig. Das Vinyldach besteht aus einem normal lackierten Blechdach, das mit einer strukturierten Kunststofffolie (Vinyl) beklebt ist. Die gängigste Farbe ist Schwarz. Jedoch wurden oft auch Dächer in Weiß, Rot, Blau, Braun und Grün produziert. Denkbar sind auch alle anderen Farben, da Polyvinylchlorid sich mit entsprechenden industriellen Pigmenten beliebig einfärben lässt.
Es folgte den früher käuflichen Zweifarben-Lackierungen nach, die wegen ihres produktionstechnischen Aufwandes in der Mitte der 1960er Jahre vom Markt verschwanden.
Das Vinyldach sorgte allerdings in späteren Jahren sehr oft für Verdruss bei den Eigentümern, weil sich die Ränder ablösten. Diese Fahrzeuge konnten dann sehr unansehnlich erscheinen. Ein Ärgernis war auch das starke Aufheizen des Vinyldaches bei sommerlichem Wetter. Die Einwirkungen von Temperaturänderungen machten insbesondere bei Dächern, die mit Schiebedach-Ausschnitten zusätzliche Kanten hatten, vermehrt Probleme.
So wurde der Vinylbezug in Europa ab Mitte der 1970er Jahre kaum noch angeboten. Eines der letzten Fahrzeuge in Europa mit Vinyldach-Option war der Ford Granada, der bis 1980 bestellt werden konnte. Bis 1984 war es beim Audi 80 noch möglich. In den USA waren Vinyldächer noch bis zum Ende der 1980er Jahre verfügbar. Lincoln stellte seine Vinyldächer erst mit dem Erscheinen des Mark VII im Jahre 1984 ein. Cadillac beendete seine Vinyldach-Option erst mit dem deVille im Jahr 1993.
Lange Zeit war es nicht einfach, ein älteres mit Vinyldach ausgestattetes Fahrzeug fachgerecht und original wiederherzustellen, sodass viele Vinyldächer entfernt und die Fahrzeuge im Zuge einer Restaurierung auch am Dach in der Wagenfarbe lackiert wurden. Inzwischen sind jedoch sowohl die Bezugsstoffe als auch die Klebechemikalien wieder problemlos erhältlich und für einige Fahrzeuge, vor allem der Marken Opel und Ford, gibt es die Vinyldächer sogar komplett vorgefertigt zur Selbstmontage.

## Landau-Roof

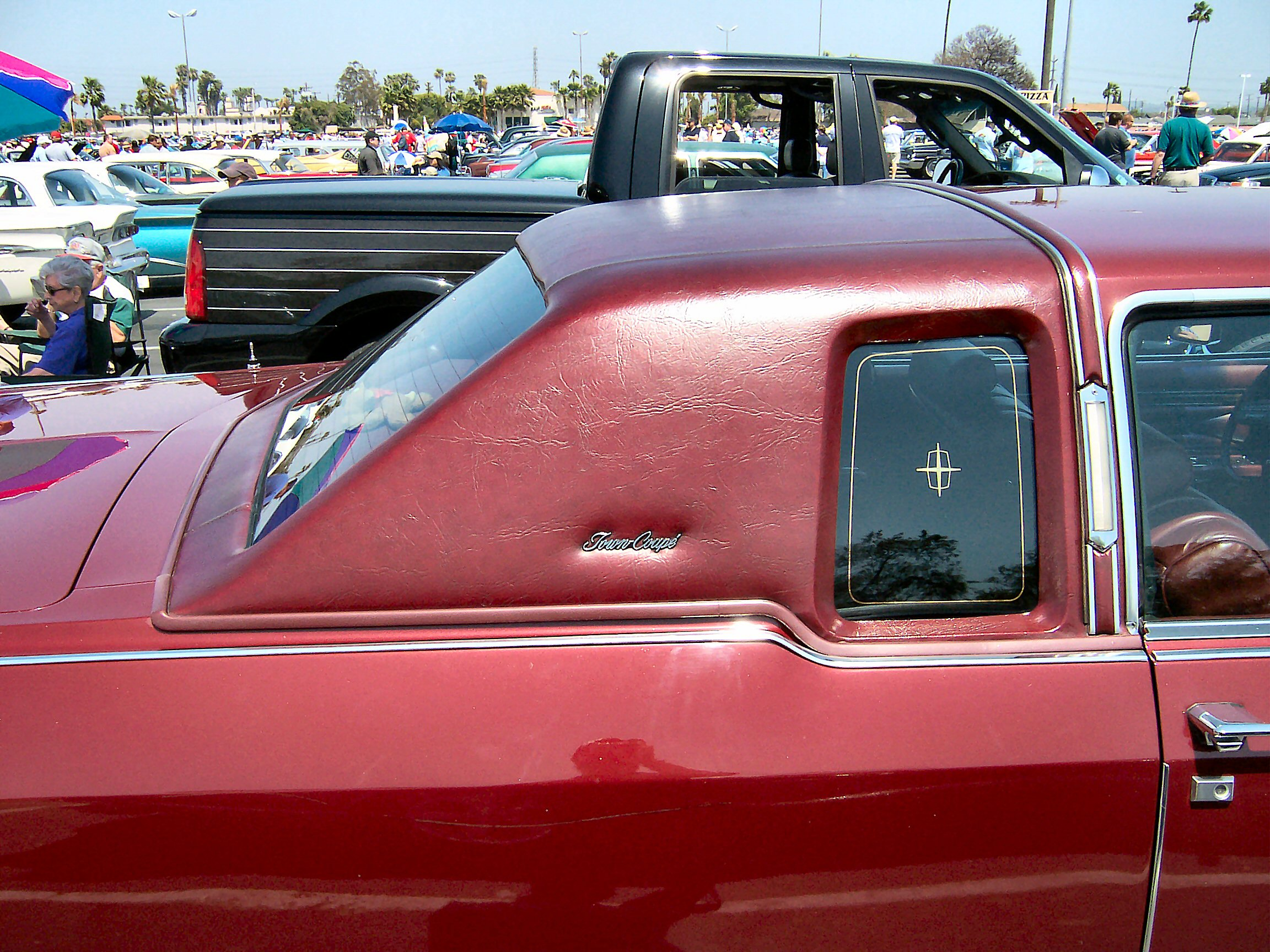
Ein Lincoln der späten siebziger Jahre mit Landau-Vinyldach, das nur den hinteren Dachteil bedeckt, opera windows (vom Vinyldach umrahmte kleine Seitenscheiben) und coach lamps (Seitenleuchten an der B-Säule)

Das Landau-Dach ist eine spezielle Form des Vinyldaches bei Automobilen. Bei dieser Form wird nur der hintere Teil des Dachbereiches durch eine Vinylauflage verkleidet.

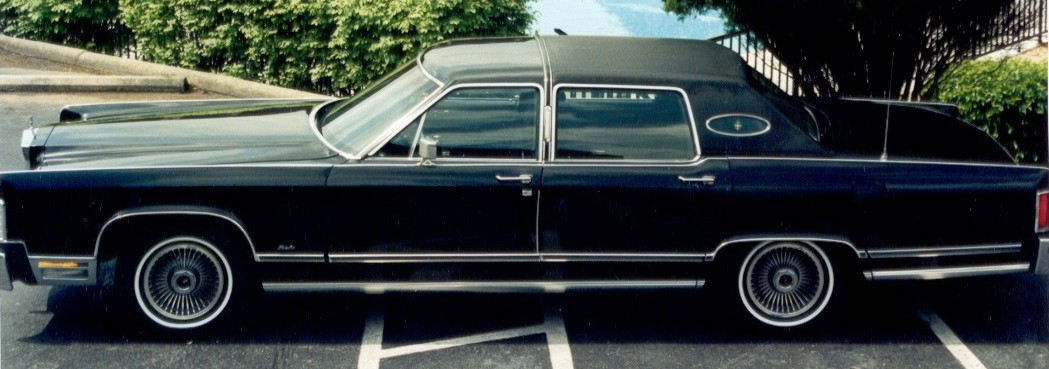
1979 Lincoln Town-Car

Diese Form fand sich bei einigen US-Fahrzeugen der Oberklasse von den späten 1960er bis Anfang der 1980er Jahre. Der Effekt eines „klassisch“ geteilten Daches sollte die Erscheinung der Fahrzeuge aufwerten. Die damit verbundene Idee lehnte sich als Retro-Element an historische Fahrzeuge mit getrennten Dachkonstruktionen für Fahrer und Passagiere an. Das konnte sich entweder durch einen im Freien sitzenden Fahrer und durch Faltverdeck oder feste Dachkonstruktion geschützte Passagiere (Coupé de Ville) oder mit festem Dach für den Fahrer und einem Faltverdeck für die Passagiere (Landaulet) ausprägen. Der Name für diese Dachform leitet sich ursprünglich von der Landauer-Kutsche ab, die sich durch ein in der Mitte teilbares Dach geschlossen oder offen fahren ließ.